# Eptatretus polytrema
Eptatretus polytrema – gatunek bezszczękowca z rodziny śluzicowatych (Myxinidae). 

## Zasięg występowania
Wybrzeża Chile od miasta Coquimbo na płn. po Puerto Montt na płd.

## Cechy morfologiczne
Osiąga 93 cm długości. 

## Biologia i ekologia
Występuje na głębokości 10-350 m.